# 笹ヶタワノ峰
笹ヶタワノ峰（ささがたわのみね）は、東京都西多摩郡檜原村と山梨県上野原市との境にある標高1,121mの山である。笹尾根上の山。すぐそばに、数馬峠（上平峠）がある。
仲の平バス停との間に数馬温泉や蛇の湯温泉などがある。

## 登山
- JR武蔵五日市駅より西東京バス「数馬」行きにて「浅間尾根登山口」バス停下車（46分）、徒歩登り1時間30分・下り1時間[1]
- JR武蔵五日市駅より西東京バス「数馬」行きにて「仲の平」バス停下車（49分）、徒歩登り1時間30分・下り1時間[1]
- 丸山より徒歩15分[1]
- 槇寄山より徒歩1時間[1]

数馬峠にベンチあり。